# 毗黎勒

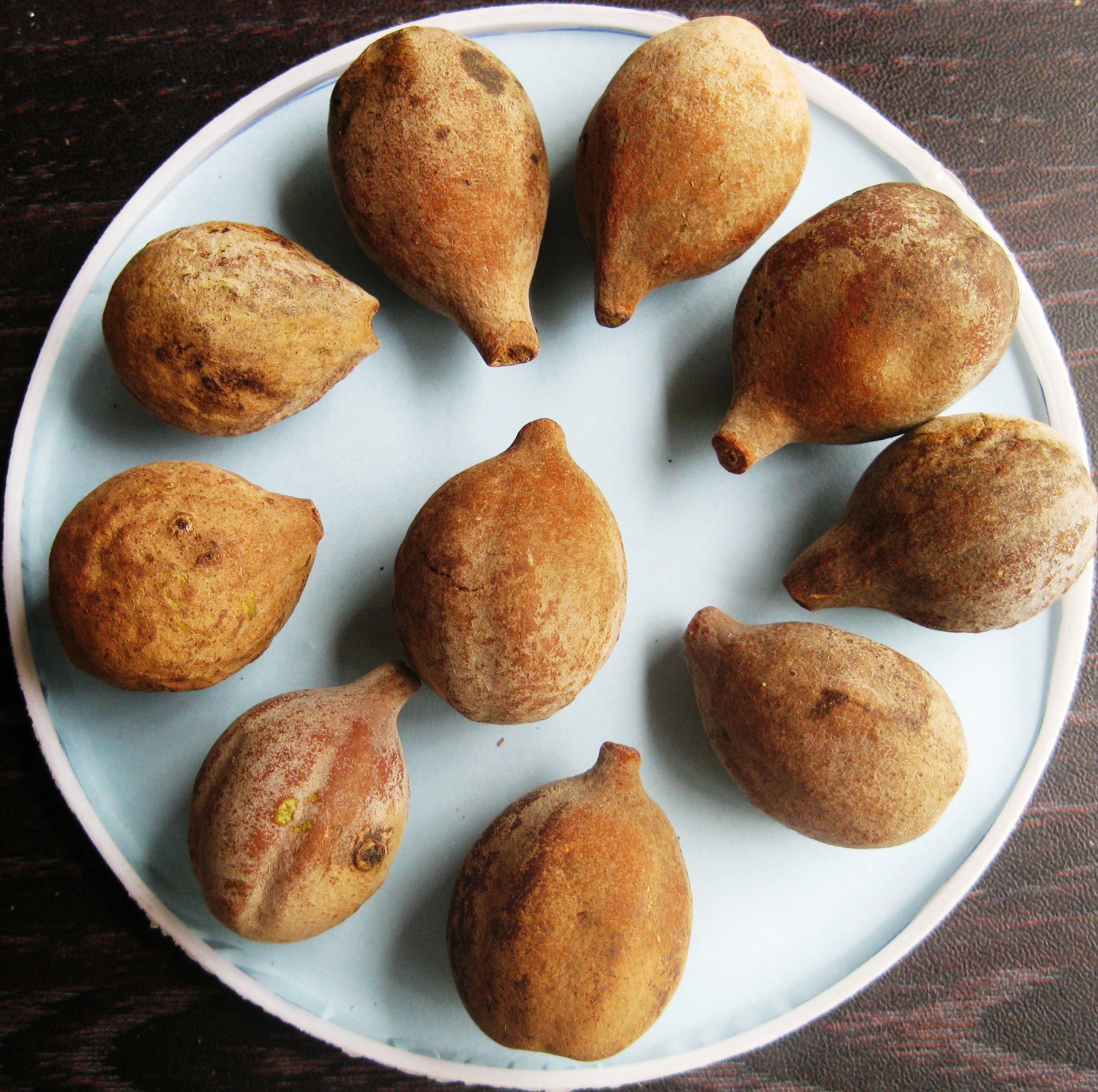
毗黎勒 (Terminalia bellirica) 水果

毗黎勒为使君子科诃子属的植物。分布于缅甸、越南、泰国、老挝、印度、柬埔寨、马来西亚、印度尼西亚以及中国大陆的云南等地，生长于海拔540米至1,350米的地区，多生在为沟谷或低丘季节性雨林的上层树种之一，目前尚未由人工引种栽培。